# دارلين كيتس
دارلين كيتس (بالإنجليزية: Darlene Cates)‏ هي ممثلة أمريكية، ولدت في 13 ديسمبر 1947 في بورجير في الولايات المتحدة، وتوفيت في 26 مارس 2017 في فورني في الولايات المتحدة بسبب نوبة قلبية.

## أعمال

### أفلام
- (1993) ما الذي يضايق غيلبرت غريب

## وصلات خارجية
- دارلين كيتس على موقع IMDb (الإنجليزية)
- دارلين كيتس على موقع روتن توميتوز (الإنجليزية)
- دارلين كيتس على موقع ألو سيني (الفرنسية)
- دارلين كيتس على موقع أول موفي (الإنجليزية)
- دارلين كيتس على موقع قاعدة بيانات الأفلام السويدية (السويدية)
- دارلين كيتس على موقع إن إن دي بي (الإنجليزية)
- دارلين كيتس على موقع قاعدة بيانات الفيلم (الإنجليزية)
- دارلين كيتس على موقع كينوبويسك (الروسية)